# FAIR原則

FAIR原則（FAIR data principles）とは、オープンデータの適切な公開方法を表現した原則の一つである。
FAIRは「Findable（見つけられる）、Accessible（アクセスできる）、Interoperable（相互運用できる）、Reusable（再利用できる）」の略であり、それぞれの条項ごとに、より詳しい小項目（F1、F2、F3、F4など）が設定されている。国際的なデータ共有の原則として広まりつつある。

## FAIR原則の公開サイト
FAIR原則の条項は以下のサイトから英語で公開されているが、各サイトによって内容や表現に違いがある。
- Original Draft版
- Living Document版
- 議論反映版
- GO FAIR版

## FAIR原則の条文
議論反映版の日本語訳を以下に示す。F1.の冒頭のようにメタデータとデータ両方に適用する内容である場合は、文中で（メタ）データと記述されている。

### To be Findable: (見つけられるために)
- F1.　（メタ）データが、グローバルに一意で永続的な識別子（ID）を有すること。
- F2.　データがメタデータによって十分に記述されていること。
- F3.　（メタ）データが検索可能なリソースとして、登録もしくはインデックス化されていること。
- F4.　メタデータが、データの識別子（ID）を明記していること。

### To be Accessible: (アクセスできるために)
- A1.　標準化された通信プロトコルを使って、（メタ）データを識別子（ID）により入手できること。
- A1.1　そのプロトコルは公開されており、無料で、実装に制限が無いこと。
- A1.2　そのプロトコルは必要な場合は、認証や権限付与の方法を提供できること。
- A2.　データが利用不可能となったとしても、メタデータにはアクセスできること。

### To be Interoperable: (相互運用できるために)
- I1.　（メタ）データの知識表現のため、形式が定まっていて、到達可能であり、共有されていて、広く適用可能な記述言語を使うこと。
- I2.　（メタ）データがFAIR原則に従う語彙を使っていること。
- I3.　（メタ）データは、他の（メタ）データへの特定可能な参照情報を含んでいること。

### To be Re-usable: (再利用できるために)
- R1.　メタ（データ）が、正確な関連属性を豊富に持つこと。
- R1.1　（メタ）データが、明確でアクセス可能なデータ利用ライセンスと共に公開されていること。
- R1.2　（メタ）データが、その来歴と繋がっていること。
- R1.3　（メタ）データが、分野ごとのコミュニティの標準を満たすこと。